# 月宮みどり
月宮 みどり（つきみや みどり、1990年11月25日 - ）は、日本の女性声優。埼玉県出身。名前の漢字表記は「月宮 美鳥」。

## 経歴
プロダクション・エース演技研究所研究科出身。元プロダクション・エース（預かり）所属。
中学時代で職業としての声優を知り、高校時代に声優志望の友人の影響を受けて「何もせずに夢を諦めたくない!」と、プロダクション・エースのオーディションに挑んだという。
2011年に放映された『これはゾンビですか?』のメインキャラの1人・ユー役で声優としてデビューを果たした。同作では終盤まで台詞を喋らず、吐息だけで感情を表現するという変わった役だった。また、同作ではプロモーションの一環として、ユーのコスプレを度々披露している。このコスプレも、ユーの台詞がアニメで解禁されるまでは一切喋らず、スケッチブックを用いて筆談するという徹底ぶりだった。『これはゾンビですか?』のwebラジオ『これは○▼×ですか? はい、ラジオです』の第4回、第7回、第11回のゲストとしても出演したが、第4回、第7回の時点ではアニメ本編でユーが喋っていないために月宮も筆談での出演となり、パーソナリティの野水伊織と山口理恵が筆談の内容を代わりに喋るという形式となった。ラジオの最終回となる第11回でのゲスト出演の時にはアニメ本編でもユーが既に喋っていたため、ようやく普通に喋るゲストとして出演した。
現在では前述の通り、ユーの台詞が解禁されたため、普通に話すことができる。
同年に放送された『R-15』では香学創を演じ、初めてまともに台詞を話す役を演じた。
翌年に放送されたテレビアニメ『えびてん 公立海老栖川高校天悶部』のwebラジオ『めざせ声優アイドル!つっきー＆りさりさの登龍悶ラジオ略して“えびらじ”』で自身初のラジオパーソナリティを務める。
2016年6月25日、アニ☆ゆめ projectを卒業。同月30日付で所属事務所のプロダクション・エースを退所し、翌日に声優活動から距離をおくと発表された。ただし、『デート・ア・ライブ』の藤袴美衣役は継続しており、2019年1月より放送の『III』、2022年4月より放送の『IV』でも引き続き出演している。

## 出演
太字はメインキャラクター。

### テレビアニメ
- R-15（2011年、香学創）
- いつか天魔の黒ウサギ（2011年、生徒、ニャン吉〈ヴィショウブ・エレランカ〉）
- これはゾンビですか?（2011年 - 2012年、ユー〈ユークリウッド・ヘルサイズ〉） - 2シリーズ[一覧 1]
- えびてん 公立海老栖川高校天悶部（2012年、伊勢田結花[8]） - 2012年Web先行配信
- 生徒会の一存 Lv.2（2013年、女子3） - 2012年Web先行配信
- デート・ア・ライブ（2013年 - 2024年、藤袴美衣[9][10]、幼なじみ） - 5シリーズ[一覧 2]
- 櫻子さんの足下には死体が埋まっている（2015年、女子生徒）

### 劇場アニメ
- 劇場版デート・ア・ライブ 万由里ジャッジメント（2015年、美衣）

### ゲーム
- R-15 ぽーたぶる（2011年、香学創）
- デート・ア・ライブシリーズ（2013年 - 2019年、藤袴美衣[11][12][13][14]） - 4作品
- メイデンクラフト（2015年、花柳咲子[15]）

### ドラマCD
- これはゾンビですか？ ドラマCD これはゾンビですか？ はい、波乱盤上（ドラマCD↑↑）です。（2011年、ユー〈ユークリウッド・ヘルサイズ〉）
- これはゾンビですか？ オブ・ザ・デッド ドラマCD これは波乱盤上（ドラマCD↑↑）ですか？もう！そうなんでしょ！（2012年、ユー〈ユークリウッド・ヘルサイズ〉）

### ラジオ
- めざせ声優アイドル!つっきー＆りさりさの登龍悶ラジオ略して“えびらじ”
- めざせ声優アイドル!つっきー＆りさりさの登龍悶ラジオ略して“えびらじフルスロットル”

### CM
- これはゾンビですか? 告知・DVD ※ユーのコスプレ姿で顔出し出演

### 舞台
- 集団NO PLAN旗揚げ解散公演『幸せの刻』（アトリエ第七秘密基地、2013年6月29日・6月30日）
- アフリカ座11月公演 『むぎ 〜永遠の創作物〜』（シアターグリーン BIG TREE THEATER、2014年11月20日 - 11月24日）

## ディスコグラフィ

### キャラクターソング
| 発売日   | 商品名                                                                                   | 歌                                                             | 楽曲                                 | 備考                                                              |
| 2011年   | 2011年                                                                                   | 2011年                                                         | 2011年                               | 2011年                                                            |
| -------- | ---------------------------------------------------------------------------------------- | -------------------------------------------------------------- | ------------------------------------ | ----------------------------------------------------------------- |
| 4月20日  | これはゾンビですか？ めっちゃ挿入歌＆めっちゃサントラ番外編                              | ユークリウッド・ヘルサイズ（月宮みどり）                       | 「素顔」                             | テレビアニメ『これはゾンビですか？』関連曲                        |
| 7月27日  | マジヤバもーそうLOVE♥                                                                    | R-15♡                                                          | 「マジヤバもーそうLOVE♥」            | テレビアニメ『R-15』オープニングテーマ                            |
| 7月27日  | HIRAMEKI! ピース(≧▽≦)v                                                                   | R-15♡                                                          | 「HIRAMEKI! ピース(≧▽≦)v」           | テレビアニメ『R-15』エンディングテーマ                            |
| 2012年   |                                                                                          |                                                                |                                      |                                                                   |
| 7月4日   | めっちゃフェスティボー！公式ガイドCD 〜つまり歌モノ全部と2期のBGM入り2枚組BEST           | ZMB243                                                         | 「めっちゃ！LOVE！イマジネーション」 | テレビアニメ『これはゾンビですか？ オブ・ザ・デッド』関連曲       |
| 7月4日   | めっちゃフェスティボー！公式ガイドCD 〜つまり歌モノ全部と2期のBGM入り2枚組BEST           | ユー（月宮みどり）、ハルナ（野水伊織）                         | 「素顔」                             | テレビアニメ『これはゾンビですか？ オブ・ザ・デッド』関連曲       |
| 11月9日  | 未来色の約束                                                                             | 星の少女tai☆                                                   | 「未来色の約束」                     | テレビアニメ『えびてん 公立海老栖川高校天悶部』オープニングテーマ |
| 11月9日  | 未来色の約束                                                                             | 星の少女tai☆                                                   | 「Treasure 〜星の少女tai☆Mix〜」     | テレビアニメ『えびてん 公立海老栖川高校天悶部』関連曲             |
| 12月7日  | えびてん 公立海老栖川高校天悶部 Character Song Album THEリスペクト EB10 Vol.1            | 廣松理圭（村井理沙子）、伊勢田結花（月宮みどり）               | 「ご飯だけねこまんま」               | テレビアニメ『えびてん 公立海老栖川高校天悶部』関連曲             |
| 12月21日 | えびてん 公立海老栖川高校天悶部 Character Song Album THEリスペクト EB10 Vol.2            | 戸田山響子（阿澄佳奈） feat. 星の少女tai☆                      | 「未来色の約束〜KYOKO IRO mix〜」    | テレビアニメ『えびてん 公立海老栖川高校天悶部』関連曲             |
| 12月21日 | えびてん 公立海老栖川高校天悶部 Character Song Album THEリスペクト EB10 Vol.2            | 伊勢田結花（月宮みどり）                                       | 「Canpeki? GIRL」                    | テレビアニメ『えびてん 公立海老栖川高校天悶部』関連曲             |
| 12月21日 | えびてん 公立海老栖川高校天悶部 Character Song Album THEリスペクト EB10 Vol.2            | 月宮みどり、村井理沙子                                         | 「Nebula」                           | テレビアニメ『えびてん 公立海老栖川高校天悶部』関連曲             |
| 12月28日 | えびてん 公立海老栖川高校天悶部 Blu-ray版&DVD限定版 第2巻封入特典カラオケ大会CDその2     | 廣松理圭（村井理沙子）、伊勢田結花（月宮みどり）               | 「ウルトラセブンの歌」               | テレビアニメ『えびてん 公立海老栖川高校天悶部』関連曲             |
| 2013年   |                                                                                          |                                                                |                                      |                                                                   |
| 1月25日  | えびてん 公立海老栖川高校天悶部 Blu-ray版&DVD限定版 第3巻封入特典カラオケ大会CDその3     | 廣松理圭（村井理沙子）、伊勢田結花（月宮みどり）               | 「愛をとりもどせ!!」                 | テレビアニメ『えびてん 公立海老栖川高校天悶部』関連曲             |
| 6月5日   | TVアニメーション「デート・ア・ライブ」ミュージック・セレクション DATE A MUSIC FIRST HALF | リリコ（積田かよ子）、幼馴染（村井理沙子）、先輩（月宮みどり） | 「Hatsukoi Winding Road」            | テレビアニメ『デート・ア・ライブ』第1話エンディングテーマ         |

### シリーズ一覧
1. ↑  第1期（2011年）、第2期『オブ・ザ・デッド』（2012年）
2. ↑  第1期（2013年）、第2期『II』（2014年）、第3期『III』（2019年）、第4期『IV』（2022年）、第5期『V』（2024年）

### ユニットメンバー
1. ↑  合田彩、福原由莉奈、柏山奈々美、小松真奈、積田かよ子、村上まどか、村井理沙子、月宮みどり
2. ↑  ハルナ（野水伊織）、ユー（月宮みどり）、トモノリ（金元寿子）、サラス（合田彩）、平松妙子（山口理恵）、アリエル大先生（清水愛）
3. 1 2  野水伊織、西明日香、村井理沙子、月宮みどり